# Lestomyia montis
Lestomyia montis är en tvåvingeart som beskrevs av Cole 1916. Lestomyia montis ingår i släktet Lestomyia och familjen rovflugor.
Artens utbredningsområde är Kalifornien. Inga underarter finns listade i Catalogue of Life.